# Johari-ablak
A Johari-ablak az önismeret egyik legszélesebb körben használt egyszerű modellje. Eredetileg az egyéni hatékonyság mérésére dolgozta ki Joseph Luft és Harry Ingham pszichológus, 1955-ben publikálták. Az elnevezés kettejük keresztnevének ötvözete (Joe és Harry → Jo-Hari → Johari).

## Leírása
A modell két fő dimenziót ad meg az „én” megértéséhez, egyfelől a viselkedés és stílus azon aspektusait, amelyek az „én” számára ismertek („Én”), másfelől pedig azokat, amelyek azoknak ismertek, akikkel kapcsolatban áll („Mások”). Elsősorban (szinte kizárólag) a pozitív tulajdonságokat vizsgálja, ellentéte a Nohari-ablak, mely kizárólag a negatív tulajdonságok mentén vizsgálja a személyiséget.
A területek információtartalmát a méretükkel kifejezve látható, hogy azok nem egyenlő méretűek: pl.  a gyermek születésekor a „Vak” és a „Sötét” szinte majdnem az egész ábrát lefedi. Az élet előrehaladtával, ahogy a személy megismeri önmagát, illetve ahogy őt megismerik a vele kapcsolatban állók, a megismerés szintjéhez mérten folyamatosan csökken a „Vak” terület, illetve növekszik az „Aréna” és a „Zárt” terület mérete. A „Sötét” terület mérete csak relatívan, a grafikus ábrázolás korlátai miatt csökken, mert annak információtartalmához egyik félnek sincs hozzáférése, azaz onnan semmit sem lehet átvinni a másik három területre.
Az egyéni hatékonyság mérése szempontjából (melyre eredetileg tervezték) a legideálisabb a nagy „Arénával” és kicsi „Vak” valamint kicsi „Zárt” területtel rendelkező személy. A módszer felhasználói azonban rájöttek, hogy nem feltétlenül egyetlen ideális állapot van, mivel nagy „Arénával” rendelkező személy is lehet alacsony hatékonyságú, mivel  a hatékonyságban nem ez az egyetlen tényező. Ha a hatékonyság dimenzióját is hozzáadjuk a Johari-ablakhoz, háromdimenziós kocka (vagy rács) jön létre.

## A területek
A dimenziók kombinálása a jobb oldali képen látható ábrát adja ki. (A négy rész valós mérete egyénenként más és más.)

### Aréna

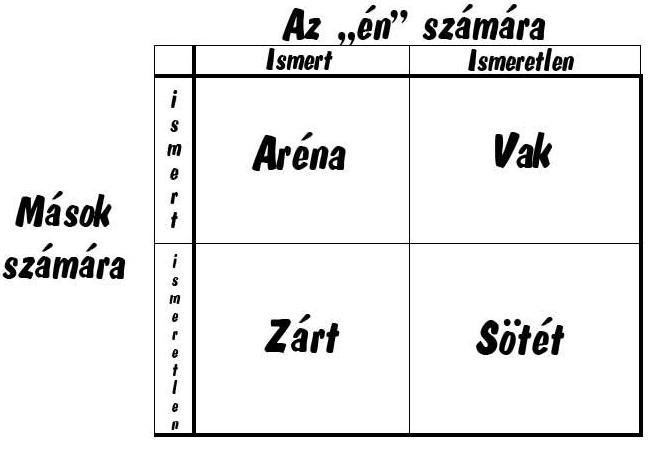
A Johari-ablak (katt a képre a nagyításhoz)

Avagy a nyilvános „én”. Az egyén személyiségének, viselkedésének, egyéniségének, identitásának azon része, amely egyaránt ismert a saját maga, és a vele kapcsolatban állók számára. Az „Aréna” többek között olyan információt tartalmaz, mint a név, a fizikai megjelenés, a családi, vállalati, politikai vagy más jellegű nyílt kötődések.

### Vak
A „Vak” terület azokat a személyhez kapcsolódó ismereteket tartalmazza, melyek valaki vagy többek számára ismertek, de az „én” számára nem. Például lehet valaki úgy nagyzoló, nagyképű, vagy éppen modoros, hogy az saját maga számára nem tűnik fel, és amikor szembesítik vele (pl: a szemébe mondják), azt meglepetéssel és hitetlenkedve fogadja, mivel ő maga nincs tudatában személyisége ezen aspektusának. Előfordulhat, hogy speciális eljárás (mint például a pszichoanalízis vagy a pszicho-dinamika) tudatosítja a személyben énje rejtett vonásait.

### Zárt
Az úgynevezett „Zárt” terület, (vagy „rejtett én”) mindazt magában foglalja, amit a személy tud, de mások előtt nem tár fel (nem fektet hangsúlyt a megismertetésére vagy kifejezetten eltitkolja), vagyis az itt található dolgok "titkosak". Például egy irodai megbeszélésen a beosztottat zavarhatja ha a főnöke nem kínálja hellyel, de a véleményét nem fejezi ki és a helyzetet látszólag elfogadja. A „Zárt” terület jelentős hányadát teszik ki a jóviszony megőrzése érdekében elhallgatott vagy szőnyeg alá söpört dolgok.

### Sötét
A „Sötét” terület mind az „én”, mind a vele kapcsolatban álló „mások” számára feltáratlan.
Egyes pszichológusok szerint ez kvázi a tudattalan és igen nagy terület, amely csak bizonyos szélsőséges körülmények (baleset, vészhelyzet, egy speciális életszakasz, vagy más nagyon ritka, egyedi esetek) hatására felszínre törő tulajdonságot, viselkedést, személyiségjegyet tartalmaz. Mások szerint a "felső lélekhalmazról" van szó, amely általában a teljes halmaz 3/4-ét jelenti és minden körülmények között ténylegesen hozzáférhetetlen a testbenélő számára, ám valójában nincs is rá szüksége aktuálisan. A „Sötét” területet nem lehet tudatosan szabályozni vagy megváltoztatni, ennélfogva nem játszik szerepet az egyéni hatékonyság mérésében.